# Žandov
Město Žandov (německy Sandau) se nachází v okrese Česká Lípa, kraj Liberecký. Žije zde přibližně 1 900 obyvatel. Nachází se v chráněné krajinné oblasti České středohoří na pravém břehu řeky Ploučnice, asi 11 km západně od České Lípy. V letech 1950–1990 byl Žandov sloučen se sousední obcí Horní Police.

## Historie

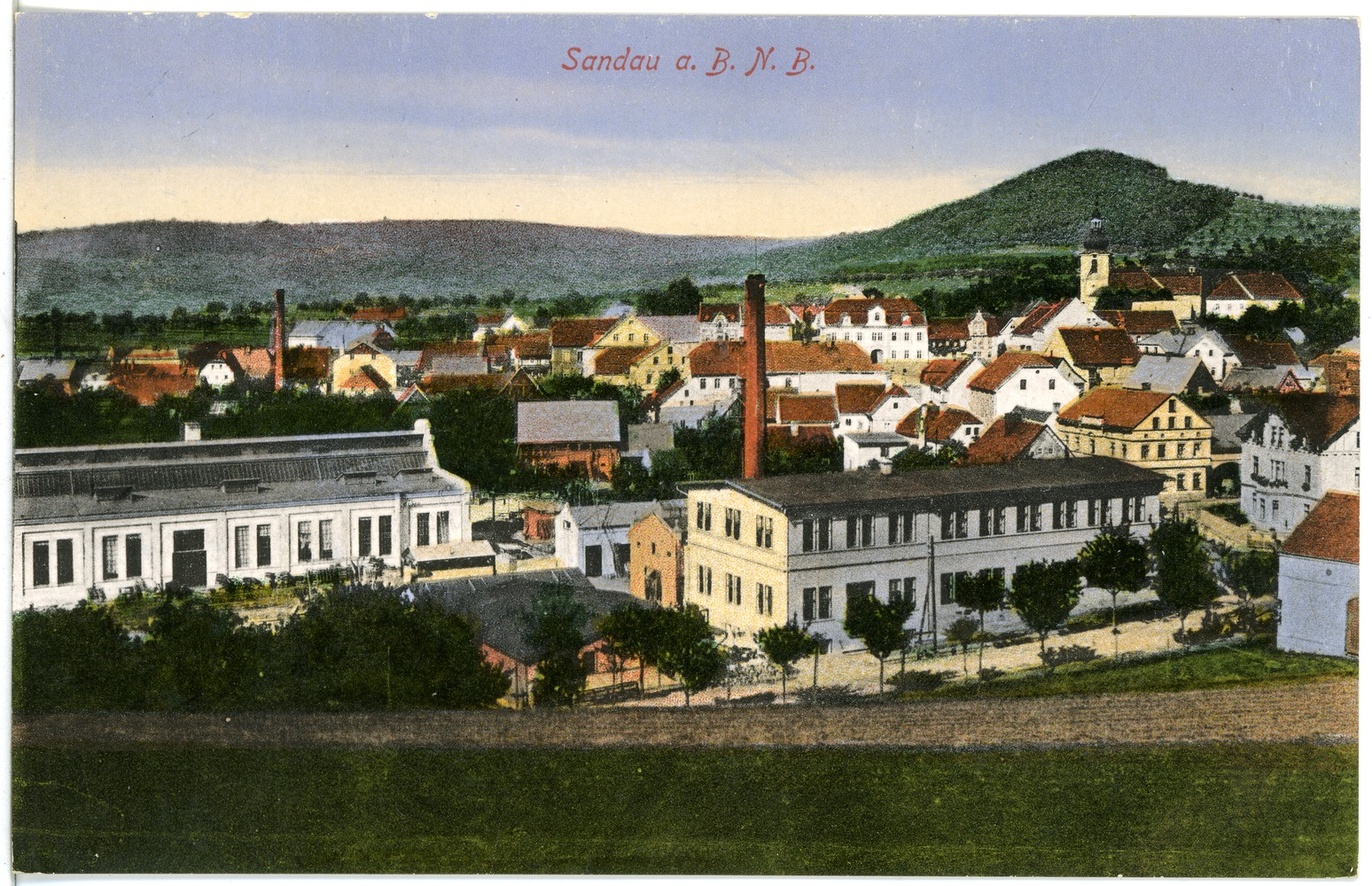
Žandov/Sandau na kolorované pohlednici z roku 1916. Vpravo je kostel sv. Bartoloměje.

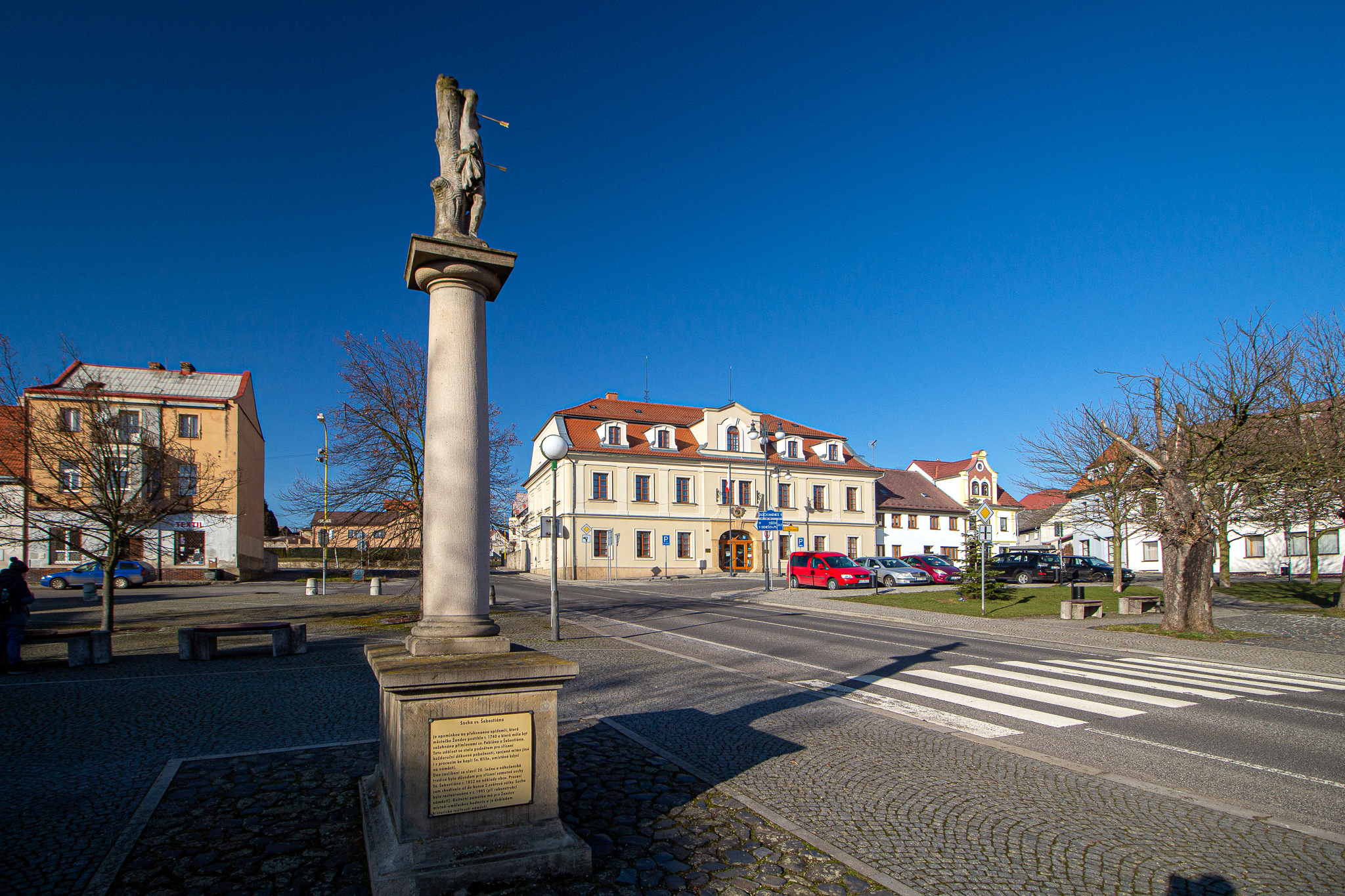
Náměstí se sloupem sv. Šebestiána, v pozadí je dům Koruna

První písemná zmínka o obci pochází z roku 1282. Obec v údolí Ploučnice na trase mezi Českou Lípou a Děčínem bylo středobodem přilehlého okolí. V 15. století byl Žandov v držení Zikmunda z Vartenberka. Za Vartenberků bylo město v polovině 15. století povýšeno na město s řadou práv. Obyvatelstvo města se živilo především řemesly a až do 19. století se ráz města téměř nezměnil. V 16. století panství vlastnil Jakub z Maušvic, jejž připomíná původně snad dřevěná městská kašna z roku 1536 na náměstí. Do současné podoby byla přestavěna roku 1853.
Od poloviny 19. století obec spadala do soudního a politického okresu Česká Lípa.
Převážně německy osídlené město bylo po první světové válce v roce 1919 připojeno k nově vzniklému Československu. V důsledku Mnichovské dohody bylo město v letech 1938–1945 začleněno do okresu Böhmisch Leipa, vládního okresu Aussig/Ústí, v říšské župě Sudety v rámci Německé říše. Po druhé světové válce bylo německé obyvatelstvo vyvlastněno a odsunuto.

### Obyvatelstvo
Od dob založení obce až do roku 1945 bylo město Žandov/Sandau osídleno převážně českými Němci. Ti byli hromadně odsunuti v roce 1945.
| Rok  | počet obyvatel | poznámky             |
| ---- | -------------- | -------------------- |
| 1830 | 1 076          | ve 191 domech        |
| 1900 | 1 156          | německé obyvatelstvo |
| 1930 | 1 247          | [ 10 ]               |
| 1939 | 1 305          | [ 10 ]               |

## Geografie
Plocha katastrálního území Žandova je 27,24 km2. Nejvyšší bod města je vrch Hamry (532 m n. m.) ležícího na části města a vesnici Heřmanice. 
Na ulici Školní, asi 350 metrů na jihovýchodní straně od náměstí bezprostředně navazuje skupina rodinných domků, která již patří k obci Horní Police a je evidována jako její místní část Pod Školou.

## Pamětihodnosti

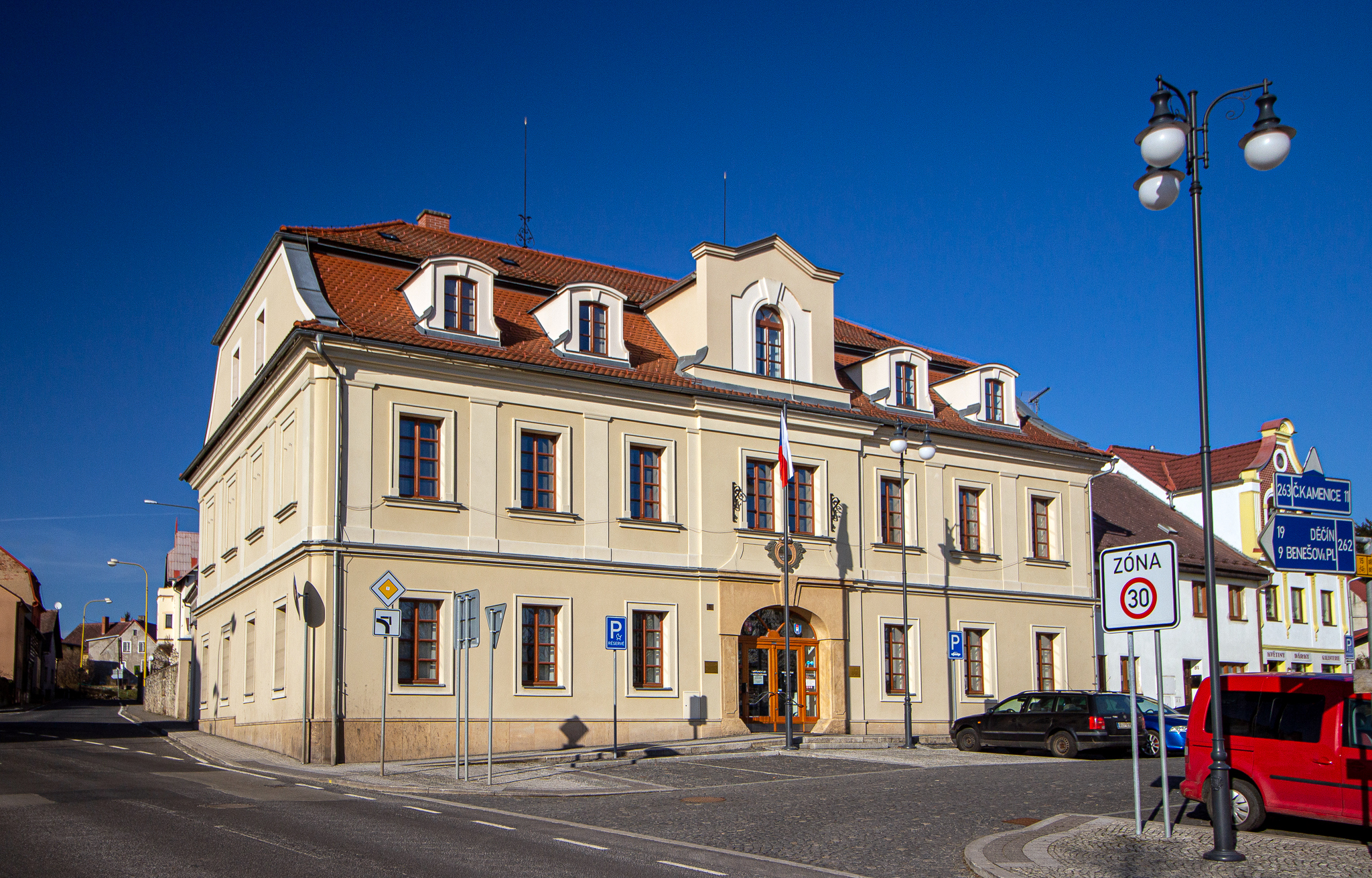
Panský dvůr Koruna na náměstí, dnes sídlo městského úřadu

- Kostel sv. Bartoloměje z roku 1341, přestavěn do barokní podoby byl v 18. století. Navazuje na něj hřbitov.
- Sloup se sochou svatého Šebestiána pochází z roku 1822 na paměť morové epidemie z roku 1740.
- Ve středu města je čtvercové náměstí (bývaly zde trhy) s kašnou a zmíněným sloupem.[12]
- Na náměstí je panský dům zvaný Koruna. Býval panským dvorem.[13] Na podzim 2010 se do něj po rozsáhlé rekonstrukci přestěhoval městský úřad. Na vchodem je vévodský znak Anny Marie Františky Toskánské (1627–1741), která sídlila na zámku v Zákupech, zdejší území  jí však patřilo také.
- Na náměstí je obecní kašna. Původně dřevěnou kašnu zde nechal postavit v roce 1536 tehdejší majitel panství Jakub z Maušvic. [13]Do současné kamenné podoby byla přestavěna v roce 1853. Roku 1997 byla zrekonstruována a je vedena jako nemovitá kulturní památka.

## Doprava
Obcí prochází železniční trať Benešov nad Ploučnicí – Česká Lípa a je v ní i zastávka. Trať vybudovala společnost Česká severní dráha a provoz byl v roce 1872. Městem prochází silnice II/262 a II/263.

## Přírodní zajímavosti
- Do katastru obce Velká Javorská, připojené k Žandovu, zasahuje větší část přírodní památky Bobří soutěska.[14]
- Na území katastru Žandova je 527 metrů vysoký Dvorský kopec.

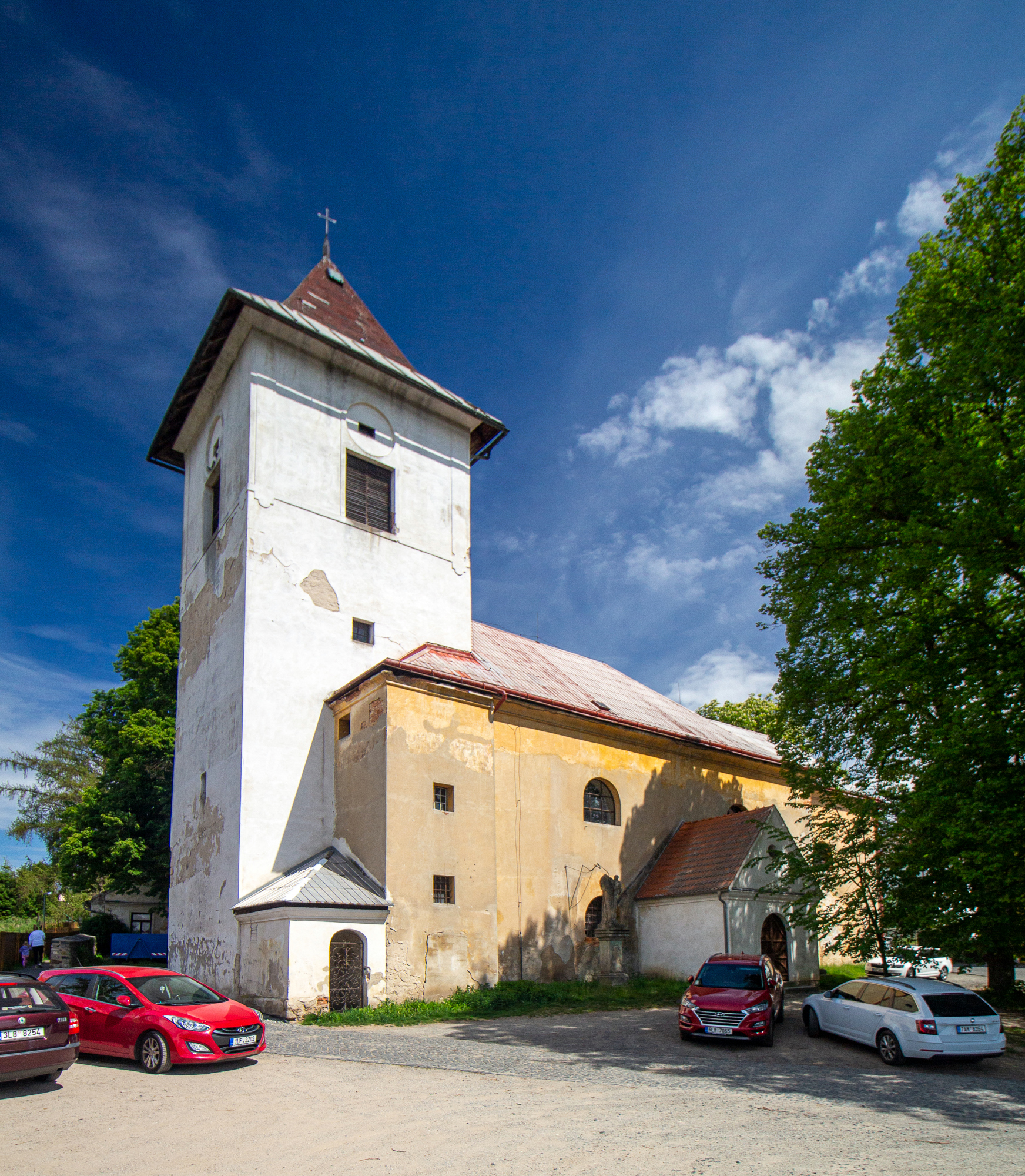
Kostel svatého Bartoloměje

## Autokemp Slunce
Z náměstí v Žandově na spodním pravém rohu směrem na východ a dále na Volfartice, ještě v areálu města, je autokemp Žandov. V roce 1989 byl jeho provozovatelem ZO Svazarm Žandov. Plocha areálu vedená v kategorii A byla 13 000 m², z toho pro stany bylo vymezeno 5 000 m². Kapacita byla 137 lůžek v chatkách, vybavených společenskými i sociálními prostorami (kuchyň, televize).. Kolem vede od středu Žandova cyklotrasa 3056 a žlutě značená turistická trasa pro pěší směrem na Kamenický Šenov.. Autokemp je stále v provozu, po zrušení Svazarmu nyní se soukromým vlastníkem.

## JSDHO Žandov
Hasičská jednotka byla založena roku 1867. Před nedávnem[kdy?] doznala zásadních změn, když byla rekonstruována zbrojnice a obnoven vozový park. Jednotka používá vozy Avia A30 DA 12, Cas 24RTHP jinak nazývaný Mates neboli Trambus a Cas 24K Liaz, kterou jednotka dostala darem od HZSLK.

## Osobnosti města
- Antonín Möser (1693–1742), virtuozní fagotista období baroka
- Alfred Jäger (1904–1988), německý lékař
- Helmut Lang (narozený 1924), německý grafik
- Hubert Faensen (1928–2019), německý historik umění a ředitel nakladatelství

## Fotbal
Fotbalový tým mužů zakončil sezonu 2010/2011 v III. třídě okresu Česká Lípa na 11. místě čtrnáctičlenné tabulky.  Další sezónu skončil stejnou soutěž na místě sedmém.

## Části města
- Žandov
- Dolní Police
- Heřmanice
- Novosedlo
- Radeč
- Valteřice
- Velká Javorská